# Стадион Аруда
Стадион Аруда (порт. Estádio José do Rego Maciel), је вишенамјенски стадион у Ресифеу, Бразил. Углавном користи за фудбалске утакмице. Стадион је изграђен 1972. године и може примити 60.044 гледатеља.  Стадион Аруда је власништво фудбалског клуба Санта Круз. Стадион је добио име по Хосеу до Регу Масиелу, који је био градоначелник Ресифеа између 1952. и 1955. године.

## Историја стадиона
Градоначелник Хосе до Рего Масиел је поклонио 1955. земљиште клубу Санта Круз. Ова парцела је постала место где је стадион изграђен. Стадион је свечано отворен 4. јуна 1972.
Прва утакмица одиграна је 4. јуна 1972. године, када је Санта Круз победио аматерску репрезентацију Бразила са 1:0. Први гол на стадиону постигао је Бетињо из Санта Цруза.
Рекордна посећеност стадиона тренутно износи 90.200. Рекорд је постављен 23. марта 1994. године, када је Бразил победио Аргентину са 2:0. Од тада је капацитет стадиона смањен из сигурносних разлога.
Бивши Битлс Пол Макартни је одржао два концерта на стадиону приликом своје Јужноамеричке туре 21. и 22. априла 2012.